# ましゅまろ×タイフーンッ
『ましゅまろ×タイフーンッ』は、源五郎による日本の4コマ漫画。芳文社発行の『まんがタイムきらら』で2009年8月号から10月号までゲスト掲載されたのち、2009年12月号より2011年10月号にかけて連載。単行本は全2巻。

## 作品概要
「元気爆発台風娘」こと安倍川きなこと、「おっばいぼいーんなマシュマロ娘」こと新井雛は幼なじみで親友。きなこから受ける時には度を越えるセクハラに雛は手を焼きつつもいつも一緒にいる。そんな二人を中心に、背の低い学級委員長・栗原花乃やきなこの家族も巻き込んでの賑やかな日々を描くハイテンションな4コマ漫画。
単行本1巻あとがきによると、2人の（主にきなこの雛に対する）激しいスキンシップに対して、たまに読者から「もっとやれ」と言われることもあるそうだが、それに対して著者は「（掲載誌が）全年齢誌なので…」と答えている。

## 登場人物
安倍川 きなこ（あべかわ きなこ）
本作の主人公で中学一年生。5歳のときに雛の住んでいる町に引っ越し、そこで雛と知り合う。それ以来の幼なじみであり親友。雛に対するセクハラが趣味。母親はきなこが生まれてすぐに亡くなっており、以来男世帯（父親＋兄3人）の中で育つ。運動は得意だが、その分勉強のほうはいまいちの様子。
新井 雛（あらい ひな）
もう一人の主人公で雛とは幼なじみ。中学一年生にしてはとてもスタイルがよく、そのせいでしょっちゅうきなこからセクハラを受けている。それでも、母親のいないきなこに対して気にかけている部分もあり、コートが見つからなくて寒がっていたきなこにマフラーをプレゼントしたことも。
栗原 花乃（くりはら かの）
きなこと雛のクラスメイトで学級委員長。きなこのセクハラを止めることのできる貴重な人物。背が低いのが悩みで、克服しようと牛乳を飲む・鉄棒にぶら下がるなどの努力をしている。雛からは「かのちー」と呼ばれている。

## 書籍情報
芳文社より「まんがタイムKRコミックス」として刊行されている。
1. 第1巻（2010年11月27日発売、2010年12月12日発行） ISBN 978-4-8322-7966-7
2. 第2巻（2011年10月27日発売、2010年11月12日発行） ISBN 978-4-8322-4078-0